# La Chapelle-Orthemale
 La Chapelle-Orthemale  es una población y comuna francesa, en la región de  Centro, departamento de Indre, en el distrito de Châteauroux y cantón de Buzançais.

## Demografía
| 201 | 154 | 141 | 115 | 109 | 95 |
| Para los censos de 1962 a 1999 la población legal corresponde a la población sin duplicidades (Fuente: INSEE [Consultar]) |     |     |     |     |    |